# سعيد ميهامها
سعيد ميهامها (4 سبتمبر 1990) لاعب كرة قدم فرنسي ذو أصول جزائرية يلعب حاليا في نادي الدرجة الأولى ليون الفرنسي في مركز الوسط المدافع . تم وصفه من قبل خبراء اللعبة بأنه لاعب عظيم وتكتيكي جدا .

## المسيرة الرياضية مع الأندية
وقع على أول عقد احترافي في مسيرته الرياضية مع نادي ليون في 1 يوليو 2008 ويمتد لمدة 3 سنوات وشارك في عدة مباريات ودية في فترة التحضير للموسم 2008/2009 .